# Val d'Arry
Val d'Arry est, depuis le 1er janvier 2017, une commune nouvelle française située dans le département du Calvados en région Normandie, peuplée de 2 455 habitants.

## Géographie
Le 1er janvier 2017, la commune passe de l'arrondissement de Caen à celui de Vire.

### Hydrographie
La commune est située dans le bassin Seine-Normandie. Elle est drainée par l'Odon, l'Ajon, le Bordel, le fossé 01 de Villodon, le ruisseau du Prieure, le ruisseau du Douet Banneville, le ruisseau du Val Chesnel, le ruisseau de la Pigacière, le ruisseau d'O, le ruisseau de la Picardière, le fossé 01 de Tesnières, le cours d'eau 01 de Sénevière, le Bordel et divers autres petits cours d'eau,.
L'Odon, d'une longueur de 47 km, prend sa source dans la commune des Monts d'Aunay et se jette  dans l'Orne à Fleury-sur-Orne, après avoir traversé 20 communes. Les caractéristiques hydrologiques de l'Odon sont données par la station hydrologique située sur la commune d'Épinay-sur-Odon. Le débit moyen mensuel est de 1,01 m3/s. Le débit moyen journalier maximum est de 21 m3/s, atteint lors de la crue du 14 novembre 2010. Le débit instantané maximal est quant à lui de 27 m3/s, atteint le 28 décembre 1999.

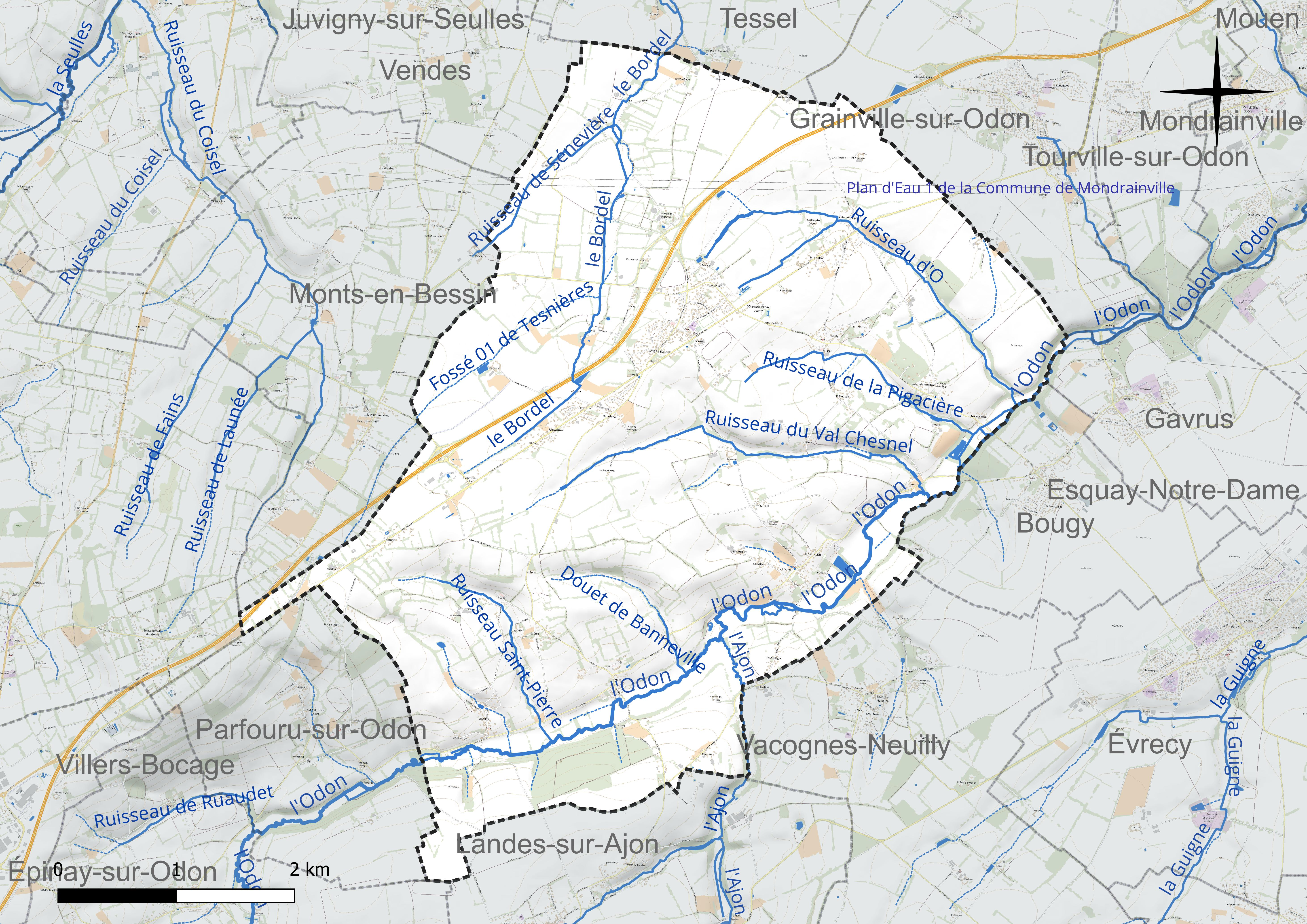
Réseau hydrographique de Val d'Arry.

L'Ajon, d'une longueur de 12 km, prend sa source dans la commune de Thury-Harcourt-le-Hom et se jette  dans l'Odon sur la commune, après avoir traversé huit communes. 
Le Bordel, d'une longueur de 11 km, prend sa source dans la commune  et se jette  dans la Seulles à Fontenay-le-Pesnel, après avoir traversé trois communes. 

### Climat
Pour des articles plus généraux, voir Climat de la Normandie et Climat du Calvados.
En 2010, le climat de la commune est de type climat océanique franc, selon une étude du CNRS s'appuyant sur une série de données couvrant la période 1971-2000. En 2020, Météo-France publie une typologie des climats de la France métropolitaine dans laquelle la commune est exposée à un climat océanique et est dans la région climatique Normandie (Cotentin, Orne), caractérisée par une pluviométrie relativement élevée (850 mm/a) et un été frais (15,5 °C) et venté. Parallèlement le GIEC normand, un groupe régional d'experts sur le climat, différencie quant à lui, dans une étude de 2020, trois grands types de climats pour la région Normandie, nuancés à une échelle plus fine par les facteurs géographiques locaux. La commune est, selon ce zonage, exposée à un « climat des plateaux abrités », correspondant à la plaine agricole de Caen à Falaise, sous le vent des collines de Normandie et proche de la mer, se caractérisant par une pluviométrie et des contraintes thermiques modérées.
Pour la période 1971-2000, la température annuelle moyenne est de 10,4 °C, avec  une amplitude thermique annuelle de 12,1 °C. Le cumul annuel moyen de précipitations est de 826 mm, avec 12,8 jours de précipitations en janvier et 8,1 jours en juillet. Pour la période 1991-2020, la température moyenne annuelle observée sur la station météorologique la plus proche, située sur la commune de Carpiquet à 11 km à vol d'oiseau, est de 11,5 °C et le cumul annuel moyen de précipitations est de 740,3 mm,. Pour l'avenir, les paramètres climatiques de la commune estimés pour 2050 selon différents scénarios d'émission de gaz à effet de serre sont consultables sur un site dédié publié par Météo-France en novembre 2022.

## Urbanisme

### Typologie
Au 1er janvier 2024, Val d'Arry est catégorisée commune rurale à habitat dispersé, selon la nouvelle grille communale de densité à 7 niveaux définie par l'Insee en 2022.
Elle est située hors unité urbaine. Par ailleurs la commune fait partie de l'aire d'attraction de Caen, dont elle est une commune de la couronne,. Cette aire, qui regroupe 296 communes, est catégorisée dans les aires de 200 000 à moins de 700 000 habitants,.

## Toponymie
Val, une forme de relief au sens plus restreint que celui de la vallée.
Arry est une ancienne commune, intégrée au territoire du Locheur depuis le 11 mai 1832.

## Histoire
La commune regroupe, le 1er janvier 2017, les anciennes communes du Locheur, Noyers-Missy et de Tournay-sur-Odon. La commune nouvelle étant considérée comme une extension de la précédente commune nouvelle de Noyers-Missy, créée en 2016, les communes déléguées de Noyers-Bocage et Missy sont maintenues avec Le Locheur et Tournay-sur-Odon, qui deviennent des communes déléguées,. Son chef-lieu se situe à Noyers-Missy.

## Politique et administration

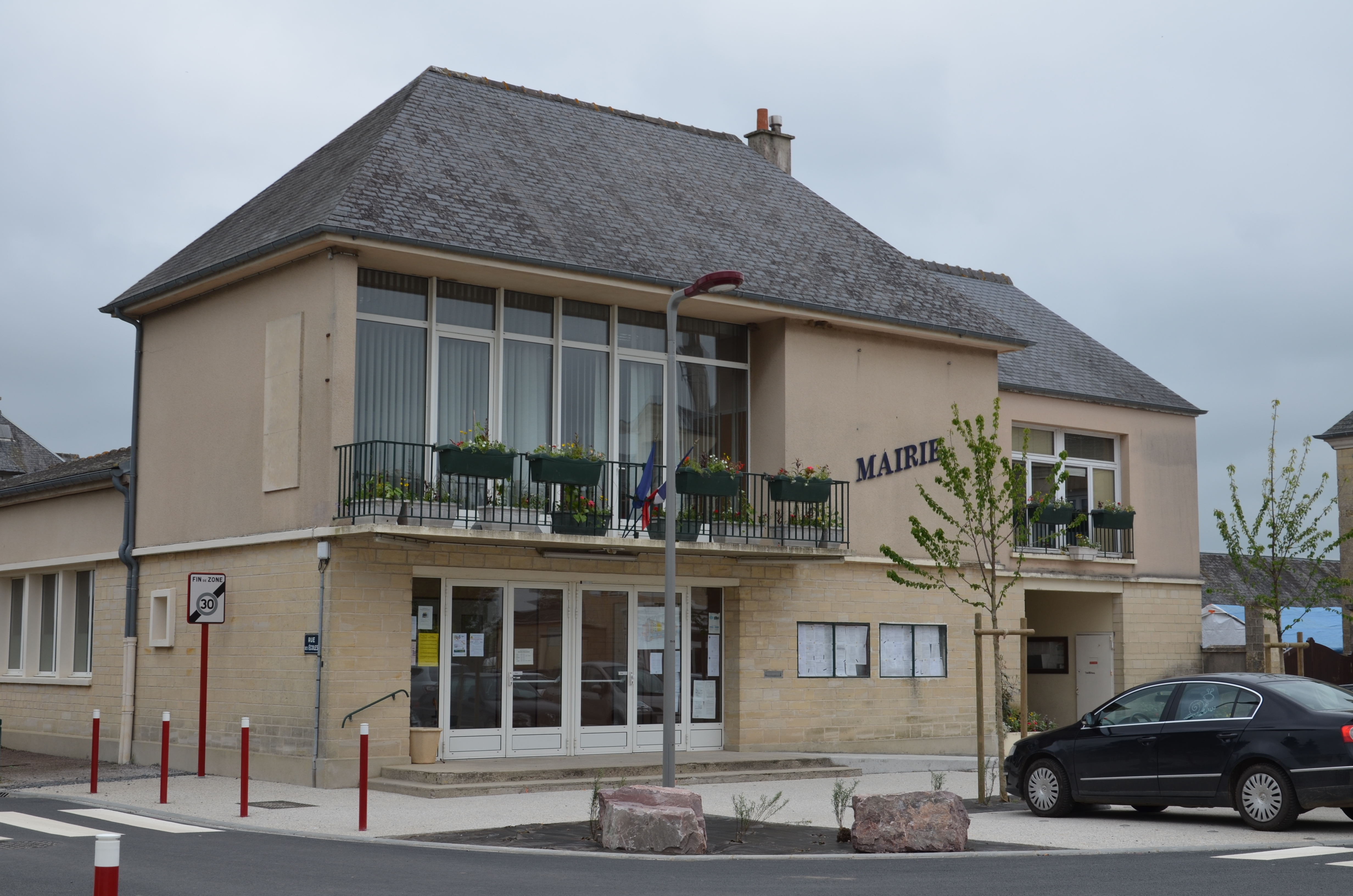
La mairie.

| Nom                   | Code Insee | Intercommunalité           | Superficie (km2) | Population (dernière pop. légale) | Densité (hab./km2) |
| --------------------- | ---------- | -------------------------- | ---------------- | --------------------------------- | ------------------ |
| Noyers-Bocage (siège) | 14475      | CC Villers Bocage Intercom | 8,87             | 1 276 (2021)                      | 144                |
| Le Locheur            | 14373      | CC Villers Bocage Intercom | 3,68             | 253 (2021)                        | 69                 |
| Missy                 | 14432      | CC Villers Bocage Intercom | 5,06             | 544 (2021)                        | 108                |
| Tournay-sur-Odon      | 14702      | CC Villers Bocage Intercom | 6,93             | 347 (2021)                        | 50                 |

### Liste des maires
| Période       | Période       | Identité           | Étiquette | Qualité                                                           |
| ------------- | ------------- | ------------------ | --------- | ----------------------------------------------------------------- |
| janvier 2017  | novembre 2020 | Jacky Godard       | SE        | Retraité de l'Éducation nationale, maire délégué de Noyers-Bocage |
| novembre 2020 | En cours      | Christian Vengeons | SE        | Directeur retraité                                                |

## Population et société

### Démographie
L'évolution du nombre d'habitants est connue à travers les recensements de la population effectués dans la commune depuis sa création.
En 2022, la commune comptait 2 455 habitants, en évolution de +8,05 % par rapport à 2016 (Calvados : +1,58 %, France hors Mayotte : +2,11 %).
| 2015  | 2020  | 2022  |
| ----- | ----- | ----- |
| 2 276 | 2 399 | 2 455 |

## Culture locale et patrimoine
- Église Saint-Jean-Baptiste de Missy.
- Église Saint-Jacques du Locheur.